# Слеза
Слеза́ (лат. lacrima), также мн. ч.  слёзы — жидкость, вырабатываемая слёзными желёзами для смачивания и очищения поверхности глаза у земноводных, пресмыкающихся, птиц и млекопитающих. Эта жидкость прозрачная, слегка опалесцирует, солоноватая, имеет слабощелочную реакцию (норма рН слёз: 7,3–7,5).
Слёзы образуют на поверхности роговицы, склеры и конъюнктивы слёзную плёнку, выполняющую защитную функцию. Кроме собственно слёз, секретируемых главной и добавочными слёзными железами, в образовании слёзной плёнки и слёзной жидкости из которой она состоит принимают участие и секреты расположенных на конъюнктиве век — мейбомиевых желез, крипт Генле, бокаловидных клеток конъюнктивы Бехера, на конъюнктиве склер — желез Манца, на ресничном крае век — желез Цейса (сальные) и Молля (потовые), сальные и ацинозные железы слёзного мясца, а у некоторых животных ещё и Гардеровой железы.
В разговорной речи, а также в художественных произведениях слезой чаще называется капля слёзной жидкости, вытекшая наружу из переполненного конъюнктивального мешка, иногда в этом же значении используется диминутив слезинка.

## Физиология

Строение слёзовыводящего аппарата человека:
a — Слёзная железа
b, e — Верхняя и нижняя слёзные точки
c, f — Верхний и нижний слёзные канальцы
d — Слёзный мешок
g — Носослёзный проток

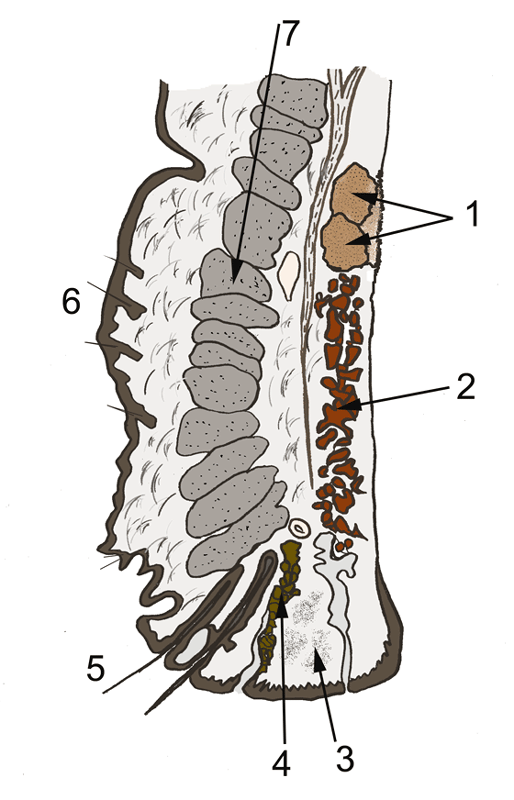
Экзокринные железы век:
1 — Дополнительные слёзные железы Вольфринга
2 — Мейбомиевы железы
4 — Железы Молля
5 — Железы Цейса
6 — Кожа век
7 — Волокна круговой мышцы глаза

Прероговичная (прекорнеальная) слёзная плёнка:
1 — Липидная плёнка
2 — Водянистый слой
3 — Муциновый слой
4 — Эпителий роговицы

### Слёзная жидкость
Оптическая прозрачность и функционирование роговицы обеспечивается поддержанием его поверхности во влажном состоянии, во влажном состоянии находится и слизистая конъюнктивы век, защищающих передний отдел глаз и непосредственно примыкающих к роговице. Эти основные задачи обеспечиваются постоянным смачиванием слёзной жидкостью.

#### Слёзообразование
Основным компонентом слёзной жидкости является слеза, постоянно вырабатываемая добавочными слёзными железами, располагающимися под эпителием конъюнктивы. Дополнительно в более больших и избыточных объёмах слеза продуцируется главной слёзной железой расположенной в верхне-латеральном углу глазницы. Дополнительная продукция включается рефлекторными защитными или психоэмоциональными механизмами. Слеза имеет удельный вес около 1,008, на 98-99 % состоит из воды, на 0,9 % из неорганических веществ (в основном хлорид натрия, также: карбонаты натрия и магния, сульфат и фосфат кальция, ионы калия, марганца), на 0,1 % из органических веществ (иммуноглобулины, фракции С3 и С4 комплемента, лизоцим, лактоферрин, гидролитические ферменты, церулоплазмин, аминокислоты, мочевина, глутаматтрансаминаза, пируваттрансаминаза, гексокиназа, липокалин, амилаза, пероксидазы, активатор плазминогена, пролактин, эпидермальный фактор роста, трансформирующий ростовой фактор бета, эндотелин-1, ретинол).
Со слезой после её секреции слёзными железами смешиваются секреты других желез и секреторных клеток, которые в совокупности образуют слёзную жидкость:
- Бокаловидные клетки конъюнктивы Бехера — распределены диффузно по всему эпителию конъюнктивы, больше всего сконцентрированы на слёзном мясце (лат. caruncula lacrimalis) у внутреннего (медиального) угла глаза. Секретируют муцины.
- Крипты Генле — располагаются в конъюнктиве век у дистального края хряща. Секретируют муцины.
- Железы Манца — располагаются в конъюнктиве склер у лимба роговицы. Секретируют муцины.
- Мейбомиевы железы — представляют собой видоизменённые сальные железы, располагаются в хрящах век, выводные протоки открываются в ресничном крае век, ближе к конъюнктивальной поверхности. Секретируют липиды (холестерин, триглицериды), придающие гидрофобные свойства краю век.
- Железы Цейса — сальные железы, располагаются под эпителием возле волосяных фолликул ресниц в которые открываются выводные протоки. Секретируют липиды.
- Железы Молля — видоизменённые потовые железы, выводные протоки находятся на ресничном крае век, за ресницами кнаружи от выводных протоков мейбомиевых желёз. Секрет содержит липиды.
- Эпителиальные клетки роговицы и конъюнктивы — выделяют продукты жизнедеятельности, среди которых: иммуноглобулины класса E, гидролитические ферменты, аминокислоты, мочевина, гликолитические ферменты и цикла трикарбоновых кислот, холестерин, фибронектин, эпидермальный фактор роста.
- Транссудат из кровеносных капилляров, появляющийся при воспалительных явлениях и содержащий медиаторы воспаления: иммуноглобулины, β-лизин, гистамин, α- и β-сиаловые кислоты, аминокислоты, мочевина, трансферрин, гаптоглобин, C-реактивный белок, интерферон, серотонин.

В нормальных условиях слёзные железы человека вырабатывают от 0,5 до 2 мл слёзной жидкости в сутки, так называемую базальную слезу. Во время сна её секреция значительно снижается. При внешнем раздражении слизистой конъюнктивы глаз, роговицы, слизистой полости носа, сетчатки ярким светом происходит рефлекторное усиленное выделение так называемой рефлекторной слезы, являющейся защитным механизмом. У человека при плаче, вызванном психоэмоциональными состояниями (боль, гнев, радость и другие), также происходит рефлекторное выделение слезы, обусловленное близким расположением в головном мозге слезовыделительных и эмоциональных нервных центров, механизм его эволюционного возникновения до конца не выяснен.

#### Прероговичная слёзная плёнка
Образовавшаяся слёзная жидкость в количестве около 7 мкл посредством капиллярного эффекта и сил тяготения накапливается в конъюнктивальном мешке (лат. saccus conjunctivae). При закрывании век, она смачивает также открытую часть склеры и роговицу. При открывании век между свободным их внутренним краем и наружной поверхностью глазного яблока образуются верхние и нижние слёзные мениски (цилиндрические вогнутые) содержащие около 5 мкл слёзной жидкости, при этом на поверхности роговицы и открытой части склеры образуется прероговичная слёзная плёнка толщиной 6-12 мкм и имеющая слоистую структуру. К гидрофобному эпителию роговицы адгезируется, способствуя его смачиваемости, муциновый слой толщиной до 0,05 мкм. К муциновому слою прилежит и удерживается посредством водородных связей гидроксильных групп водянистый слой толщиной около 7-11 мкм содержащий растворённые в воде вещества слёзной жидкости. Водянистый слой слёзный плёнки выполняет основные функции слёзной жидкости. Сверху водянистого слоя распределяется липидная плёнка толщиной от мономолекулярного слоя до 0,5 мкм, которая снижает испаряемость слёзной жидкости и придаёт поверхности слёзной плёнки гидрофобные свойства, а также способствует термоизоляции. Слёзная плёнка подвержена обновлению, в среднем за минуту обновляется около 15 %, испаряется в нормальных условиях около 8 %. Механизм обновления заключается в частичной её дестабилизации с оголением участков роговицы, вследствие чего раздражение нервных окончаний роговицы воздухом вызывает рефлекторное мигание век и нанесение очередной порции слёзной жидкости с одновременным смыванием части старой слёзной плёнки. В норме дестабилизацию слёзной плёнки вызывает её испарение, а также слущивание клеток эпителия роговицы при их обновлении вызывающее оголение гидрофильных слоёв роговицы.

#### Слёзоотведение
Образование и обновление базовой слезы происходит в организме постоянно. Остаток старой слёзной жидкости вместе с содержащимися в ней смываемыми частицами и веществами при смыкании век и под силой тяготения выдавливается к свободному ресничному краю век. При этом смыкание век происходит не одномоментно по всей ширине, а постепенно от наружного угла глаз к внутреннему носовому. При сомкнутых веках между их задним скошенным краем и передней поверхностью глаз образуется капиллярный канал — слёзный ручей (лат. rivus lacrimalis). По слёзному ручью смываемые излишки слёзной жидкости попадают в углубление вокруг слёзного мясца возле полулунной складки на конъюнктиве нижнего века в медиальном углу глаза — слёзное озеро (лат. lacus lacrimalis). Из слёзного озера пассивно самотёком и активно путём всасывания через верхние и нижние слёзные точки (лат. punctum lacrimale) слёзная жидкость удаляется в нижний носовой ход дренажной системой слёзного аппарата (этим вызвана также «сопливость» при плаче и слезотечении, когда происходит избыточное выделение и попадание в полость носа слезы). Рефлекторная слеза, а также в случае нарушения проходимости дренажной системы слёзоотведения, слёзная жидкость не успевает через неё удаляться, происходит переполнение конъюнктивального мешка и слёзного озера и через край нижнего века или углы глаз (в зависимости от положения головы) происходит свободное излитие слёзной жидкости наружу — слезотечение. Что тоже, в свою очередь, носит защитное значение, так к примеру, крупная соринка, выпавшая ресница, мелкие насекомые залетевшие в глаза не смогут пройти по дренажной системе глаза из-за размеров, в данном случае они удаляются непосредственно наружу. Одновременно повышенное поступление свежих порции слезы в глаза способствует и поступлению больших порции питательных и защитных веществ к повреждённому участку эпителия.

### Функции слезы
Слёзная жидкость выполняет функции:
- защитную
- метаболическую
- светопреломляющую
- коммуникативную (только у человека)[15]

Защитная функция слёзной жидкости проявляется в механической, химической и биологической защите передних наружных отделов глаза, а именно слизистой конъюнктивы, наружной поверхности роговицы. Механическая защита заключается в защите эпителия конъюнктивы и роговицы от пересыхания, переохлаждения и замерзания, механическом удалении (смыве) посторонних предметов и веществ (в том числе аллергенов), пыли, аэрозолей попавших на их поверхности, слущивщихся клеток самого эпителия, уменьшение трения между веками и глазами при моргании и движении глазных яблок. Химическая защита заключается в растворении, разбавлении, нейтрализации (обладает буферными свойствами) и смыве химический активных соединений попавших в глаза, в том числе в виде аэрозолей. Биологическая защита обусловлена содержащимися в слёзной жидкости факторами неспецифического иммунитета, в частности ферментами, в первую очередь лизоцимом, фракциями комплемента, лактоферрином, трансферрином, иммуноглобулинами классов A, G, M, E. При необходимости, защитная функция усиливается путём рефлекторного усиленного выделения слезы главной слёзной железой в ответ на раздражение роговицы, слизистой век, склеры, полости носа с последующим удалением избытков слезы в виде слезотечения минуя дренажную систему слёзного аппарата глаза. 
Метаболическая функция заключается в доставке питательных веществ и кислорода наружному эпителию роговицы лишённой собственных кровеносных и лимфатических сосудов и удалении шлаковых метаболитов, отмерших клеток эпителия; способствует регенерации эпителия; обеспечивает гидратацию эпителиальных клеток.
Светопреломляющая функция заключается в сглаживании неровностей поверхности эпителия роговицы, тем самым создавая идеально ровную её поверхность. Кроме того, прероговичная слёзная плёнка толщиной 6-12 мкм обладает коэффициентом преломления 1,33 (коэффициент преломления роговицы = 1,376) и представляет по сути ещё одну линзу оптической системы глаза.
Коммуникативная функция присуща только человеку и отсутствует у животных. Обусловлена рефлекторным подсознательным усилением слезовыделения проявляющимся плачем при психоэмоциональных реакциях (страх, горе, депрессии, радость), тем самым внешне передавая эмоциональное состояние между индивидуумами.

## Патологии
Патологии глаз связанные со слезой могут проявляться:
- нарушением слезообразования

- повышенное слезообразование (к примеру, кератиты, конъюнктивиты, инородные тела, офтальмии и т. д.)
- пониженное слезообразование (к примеру, авитаминозный кератит, ксерофтальмия, алакримия и т. д.)

- нарушением слезотведения (к примеру, дакриоцистит, дакриоцистит новорожденных, смещение или стеноз слёзной точки, обструкции слёзных канальцев, носослёзного протока различной природы и т. д.)
- повышенным испарением слезы (к примеру, лагофтальм, экзофтальм, птоз верхнего века, длительные воздействия инфракрасного излучения, направленного потока воздуха, холодного сухого воздуха и т. д.)

С целью борьбы с патологическим состояниями проводится устранение (ограничение) воздействия основного внешнего фактора или лечение заболевания приведшего к патологии слезообразования/отведения. С целью заместительной терапии, при необходимости, назначаются препараты искусственной слезы.

## Слеза в культуре

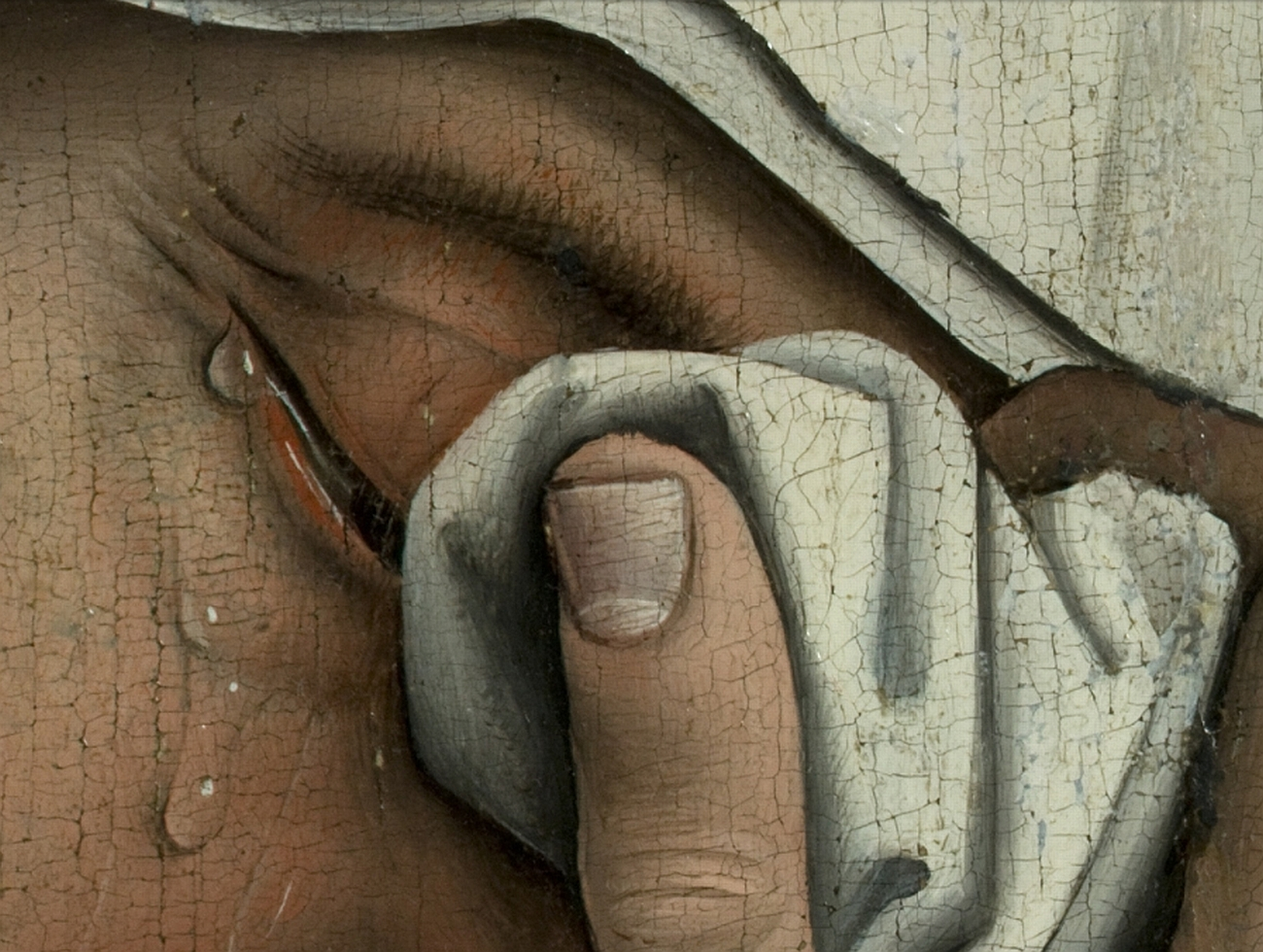
Слёзы на фрагменте картины Рогир ван дер Вейдена «Снятие с креста»

### В славянской традиции
Слёзы и плач в народной традиции славян не только выражение горя, обиды, но также являются формой обрядового поведения, имеющего магические цели. Слёзы и плач соотносятся с отрицательной стороной жизни, страданиями и составляют антитезу радости, веселью, пению и танцам. В верованиях и магии дождь и роса уподобляются слезам. По русским поверьям, дождь — слёзы святых, плачущих о бедах и грехах человеческих. Белорусы говорили, что Млечный путь — это такая полоса, состоящая из летящих птиц-вдов, которые плачут. Считалось, что дождь во время свадьбы предсказывает молодым несчастную жизнь и слёзы.
Известен русский троицкий обычай «плакать на цветы», упомянутый А. Пушкиным в «Евгении Онегине»: «в день Троицын, когда народ, зевая, слушает молебен, умильно на пучок зари они роняли слёзки три». В Подмосковье на Троицу во время службы девушки старались уронить несколько слезинок на пучок берёзовых веточек, чтобы летом не было засухи.
В русских народных сказках слёзы уподобляются «живой» воде: слеза, упавшая на могилу или на грудь умершего, может его воскресить.